# Bungur Mekar
Bungur Mekar is een bestuurslaag in het regentschap Lebak van de provincie Banten, Indonesië. Bungur Mekar telt 2200 inwoners (volkstelling 2010).